# Campionato europeo B di football americano 2009
Il campionato europeo B di football americano 2009 (in lingua inglese 2009 American Football European Championship - Pool B), noto anche come Austria 2009 in quanto disputato in tale Stato, è stato la seconda edizione del campionato europeo B di football americano per squadre nazionali maggiori maschili organizzato dalla EFAF.
Ha avuto inizio il 16 agosto e si è concluso il 22 agosto 2009 alla Lavanttal-Arena di Wolfsberg.

## Stadi
Distribuzione degli stadi del campionato europeo B di football americano 2009
| Wolfsberg                   | Lavanttal-Arena (Wolfsberg) |
| Lavanttal-Arena             | Lavanttal-Arena (Wolfsberg) |
| 46°49′31.08″N 14°51′05.04″E | Lavanttal-Arena (Wolfsberg) |
| Capacità:                   | Lavanttal-Arena (Wolfsberg) |
| Altitudine:                 | Lavanttal-Arena (Wolfsberg) |
|                             | Lavanttal-Arena (Wolfsberg) |

## Squadre partecipanti
| Pr. | Squadra   | Data di qualificazione | Qualificata in quanto                                | Ultima partecipazione |
| --- | --------- | ---------------------- | ---------------------------------------------------- | --------------------- |
| 1   | Russia    |                        |                                                      | Francia 2004          |
| 2   | Spagna    |                        |                                                      | Francia 2004          |
| 3   | Austria   |                        | Promossa dall'Europeo C 2007 e nazione organizzarice |                       |
| 4   | Danimarca |                        | Invitata                                             |                       |
| 5   | Rep. Ceca |                        | Invitata                                             |                       |
| 6   | Italia    |                        | Invitata                                             |                       |

## Gironi
| Gruppo A  | Gruppo B |
| --------- | -------- |
| Danimarca | Austria  |
| Rep. Ceca | Italia   |
|           | Spagna   |

## Prima fase

### Risultati
| Wolfsberg 16 agosto 2009, ore 19:00 CEST Incontro 1 | Spagna  | 7 – 42 (0-21 7-0 0-21 0-0) referto | Italia | Lavanttal-Arena (300 spett.)\| Arbitro: \| Hautala \| |
| Arbitro:                                            | Hautala |                                    |        |                                                       |

| Arbitri: | Hautala D. Mullner M. Santo W. Windsteig Camossa Calandrelli M.Konig |

| |           | |
| Srp 6':00" Q1 (FG) 38yd Srp 3':09" Q1 (FG) 36yd Dlouhý 7':17" Q2 (TD) 1yd run Srp Q2 (pat) Hlavatý 6':05" Q3 (TD) 16yd pass from Navrátil Srp Q3 (pat) Srp 4':56" Q4 (FG) 19yd Dlouhý 4':00" Q4 (TD) 13yd run Srp Q4 (pat) | Marcatori | Vester 4':18" Q2 (TD) 1yd run Quast Q2 (pat) Vester 2':10" Q4 (TD) 1yd run Robinson Q4 (tpc) pass from Vester |

| Wolfsberg 18 agosto 2009, ore 19:00 CEST Incontro 3 | Austria | 34 – 3 (0-3 14-12 20-0 0-0) referto | Italia | Lavanttal-Arena (3000 spett.)\| Arbitro: \| Valongo \| |
| Arbitro:                                            | Valongo |                                     |        |                                                        |

| Arbitri: | Valongo J. Nogues W. Windsteig J. Rebes M. Konig D. Mullner F. Cabellero |

| |           |  |
| Quast 9':41" Q1 (FG) 42yd Joensen 11':47" Q2 (TD) 0yd blocked punt return Quast Q2 (pat) Jacobsen 3':11" Q2 (TD) 39yd interception return Quast Q2 (pat) Boem 11':01" Q4 (TD) 7yd run Quast Q4 (pat) Vester 6':51" Q4 (TD) 47yd pass from Linnemann Quast Q4 (pat) Quast 5':08" Q4 (FG) 28yd | Marcatori |  |

| Wolfsberg 20 agosto 2009, ore 19:00 CEST Incontro 5 | Spagna  | 0 – 70 (0-14 0-28 0-7 0-21) referto | Austria | Lavanttal-Arena (2000 spett.)\| Arbitro: \| Hautala \| |
| Arbitro:                                            | Hautala |                                     |         |                                                        |

### Classifiche
Nelle tabelle: % = Percentuale di vittorie; G = Incontri giocati; V = Vittorie; P = Pareggi; S = Sconfitte; PF = Punti fatti; PS = Punti subiti; DP = Differenza punti.

#### Girone A
| Squadra   | %    | G | V | P | S | PF | PS | DP  |
| --------- | ---- | - | - | - | - | -- | -- | --- |
| Danimarca | .500 | 2 | 1 | 0 | 1 | 49 | 30 | +19 |
| Rep. Ceca | .500 | 2 | 1 | 0 | 1 | 30 | 49 | -19 |

#### Girone B
| Squadra | %     | G | V | P | S | PF  | PS  | DP   |
| ------- | ----- | - | - | - | - | --- | --- | ---- |
| Austria | 1.000 | 2 | 2 | 0 | 0 | 104 | 3   | +101 |
| Italia  | .500  | 2 | 1 | 0 | 1 | 45  | 41  | +4   |
| Spagna  | .000  | 2 | 0 | 0 | 2 | 7   | 112 | -105 |

## Finali

### Finale 3º - 4º posto
| Arbitri: | Hautala D. Mullner M. Mikkelsen W. Windsteig F. Kristensen M. Konig T. Thordarson |

| |           | |
| Vergazzoli 7':18" Q1 (FG) 45yd Bruni 8':31" Q4 (TD) 8yd pass from Monardi Vergazzoli Q4 (pat) Mangano 3':27" Q4 (TD) 41yd pass from Monardi Vergazzoli Q4 (pat) | Marcatori | J. Dundáček 9':56" Q2 (TD) 14yd pass from Navrátil Dlouhý 4':47" Q2 (TD) 2yd run Srp Q2 (pat) Dlouhý 3':05" Q3 (TD) 1yd run Srp Q3 (pat) Jantoš 8':14" Q4 (TD) 83yd kickoff return Srp Q4 (pat) |

### Finale
| Wolfsberg 22 agosto 2009, ore 20:00 CEST Incontro 7 | Austria | 42 – 0 (7-0 7-0 21-0 7-0) referto | Danimarca | Lavanttal-Arena (3000 spett.)\| Arbitro: \| Valongo \| |
| Arbitro:                                            | Valongo |                                   |           |                                                        |

## Campione
| Campione Austria promossa nel Campionato europeo A di football americano 2010 in Germania. |